# Cmentarz Bielany w Krakowie
Cmentarz Bielany – cmentarz parafialny znajdujący się w zachodniej części Krakowa, na Bielanach, przy ul. marsz. Mikołaja Wolskiego 4. Został założony w 1998 roku jako cmentarz parafii Matki Bożej Nieustającej Pomocy w Krakowie.  
Na tym cmentarzu pochowani są m.in.: 
- Zbigniew Wassermann, polityk, prawnik, prokurator
- Marek Pacuła, dziennikarz
- Orest Lenczyk, trener piłkarski